# Bel (bóstwo)

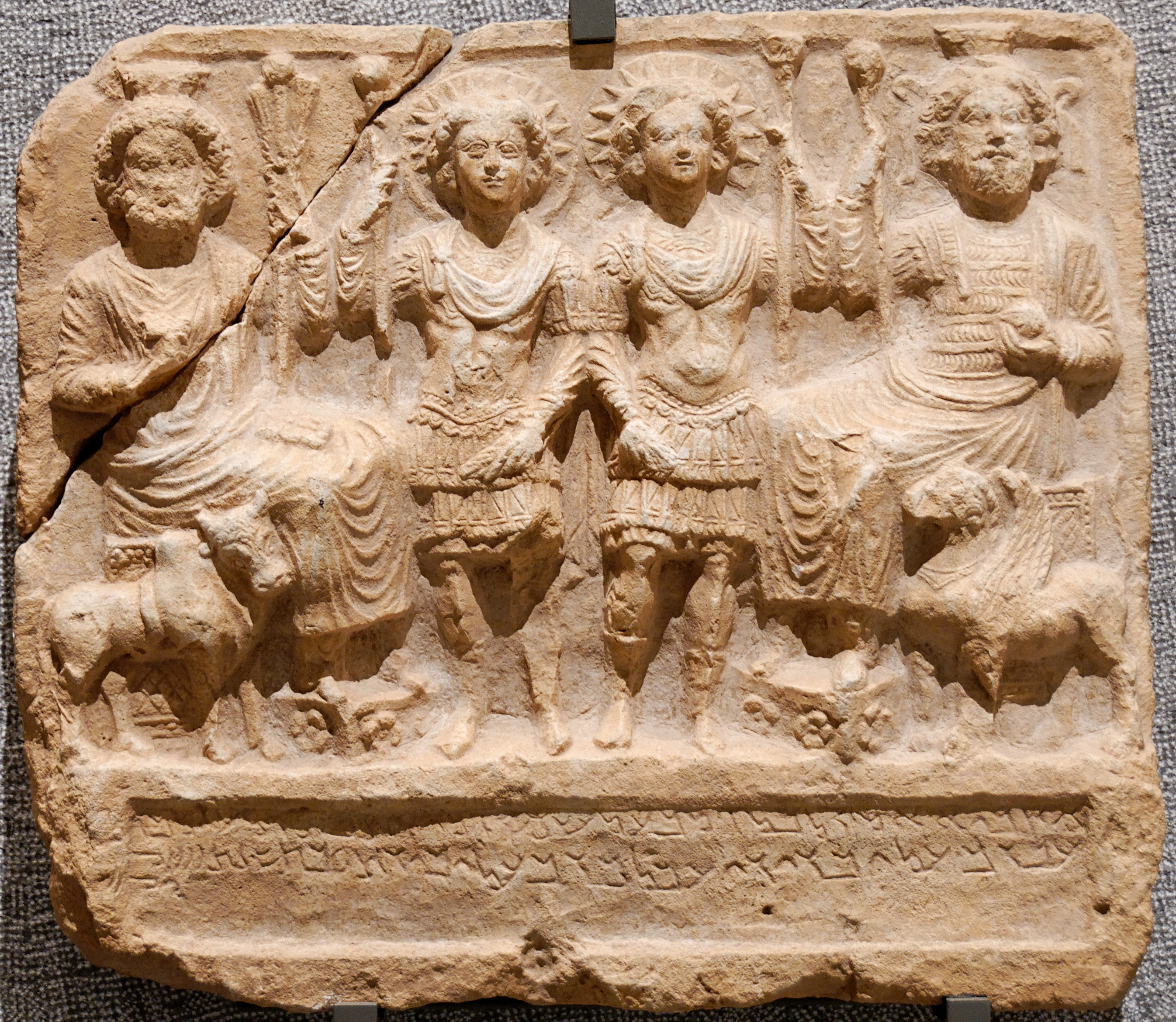
Płaskorzeźba z Palmiry, Bel – pierwszy od lewej

Bel (akad. bēlu, tłum. „pan, władca”) – jedno z określeń babilońskiego boga Marduka.